# Spalangia litigiosa
Spalangia litigiosa is een vliesvleugelig insect uit de familie Pteromalidae. De wetenschappelijke naam is voor het eerst geldig gepubliceerd in 1866 door Rondani.